# Tomomi Mochizuki
Tomomi Mochizuki (望月 智充 Mochizuki Tomomi?) es un director, animador, guionista y guionista gráfico de anime japonés. A veces trabaja bajo el seudónimo Gō Sakamoto (坂本 郷 Sakamoto Gō?) como guionista y director. Ingresó a Ajia-do Animation Works, donde comenzó como animador y luego se convirtió en director de escena y director general. Posteriormente, pasó a trabajar como autónomo. Es mejor conocido por su trabajo en series como Hikari no Densetsu , Magical Angel Creamy Mami y Kimagure Orange Road entre otras.

## Biografía
Nishikiori nació el 31 de diciembre de 1958 en la Hokkaidō, Japón. Después de graduarse de la Escuela Secundaria Metropolitana Komatsugawa de Tokio, ingresó a la Universidad de Waseda. Influenciado por Mobile Suit Gundam, que comenzó a emitirse el mismo año de su ingreso, se unió al Club de Animación de Waseda. Produjo animaciones independientes y revistas dōjinshi, pero se involucró tanto en estas actividades que terminó repitiendo un año en la universidad. Al perder el interés en conseguir un trabajo convencional, decidió convertirse en animador.
En 1981, tras comenzar a trabajar como animador en un empleo temporal, abandonó la universidad y se unió a la productora de animación Ajia-do Animation Works, dirigida por los veteranos animadores Tsutomu Shibayama y Osamu Kobayashi.
Después de aproximadamente un año de experiencia como animador intermedio, por sugerencia del entonces presidente Tsutomu Shibayama, hizo su debut como director en el episodio 14 de la serie Tokimeki Tonight en 1983.
Desde 1983, trabajó como director bajo la supervisión de Osamu Kobayashi en la serie Magical Angel Creamy Mami, producida por Pierrot, y llamó la atención por su realista representación de la vida cotidiana y su ingenioso uso de la cámara. En esta obra, aprendió muchas cosas de Kobayashi, como el manejo de los layouts y la importancia del ritmo o timing. En aquel entonces, Ajia-do Animation Works no contaba con personal dedicado exclusivamente a la dirección, y justo en ese momento Kobayashi también estaba empezando a sentir la necesidad de tenerlo. Según el propio Kobayashi, eligió a Mochizuki en parte porque tenía cierta habilidad para el dibujo y era reflexivo en todo lo que hacía, y la otra mitad de la decisión fue simplemente una corazonada.
En 1986, trabajó por primera vez como director jefe en la serie Hikari no Densetsu, producida por Tatsunoko Production. Sin embargo, al estar rodeado de un equipo con el que no se conocía previamente y no estar familiarizado con el estilo característico de Tatsunoko, no logró plasmar adecuadamente el “sello Tatsunoko”, lo que llevó a que la serie fuera cancelada tras solo 19 episodios.
En 1987, dirigió su primera obra completamente original, Twilight Q.
En 1988, contrajo matrimonio con la animadora Masako Gotō.
En 1989, trabajó como director de serie en la versión de ese año de Ranma ½, bajo la dirección de Tsutomu Shibayama. Sin embargo, debido a la apretada agenda de Shibayama, Mochizuki asumió prácticamente el rol de director principal. Aun así, no logró adaptarse a las exigencias de Kitty Films, la empresa productora, por lo que la serie fue cancelada temporalmente antes de completar dos temporadas. Luego de su salida, la producción fue reorganizada.
Entre 1991 y 1993, dirigió la serie de OVAs Koko wa Green Wood, basada en el manga de Yukie Nasu, quien personalmente lo eligió para el proyecto. Junto con su esposa Masako Gotō, se encargó del guion, la dirección y la supervisión de animación. Inicialmente se planearon solo dos episodios, pero gracias a su buena recepción, se produjeron un total de seis.
En mayo de 1993, dirigió el especial para televisión del Studio Ghibli titulado Umi ga Kikoeru. Fue la primera obra de Ghibli dirigida por alguien que no fuera Hayao Miyazaki o Isao Takahata.
A partir de Dirty Pair Flash 2 en 1995, comenzó a recibir ofertas de trabajo por parte del estudio Sunrise. Desde entonces, dirigió varias producciones del estudio, como la serie Yūsha Shirei Dagwon y Seraphim Call, entre otras.
En 2009, dejó Ajia-do Animation Works, estudio al que había pertenecido durante muchos años, y comenzó a trabajar como autónomo.

### Estilo e influencias
En sus trabajos como director, con frecuencia se encarga no solo de la dirección, guiones gráficos y el guion (o la composición de la serie), sino también de la dirección de sonido.
En cuanto a géneros, ha trabajado extensamente en historias de chicas y dramas juveniles. Por otro lado, siente cierta inseguridad hacia las obras de mechas. Además, no le agradan las historias de fantasía con "espadas y magia"; de hecho, cuando surgió la propuesta de hacer una versión en video del "drama dentro del drama" de Creamy Mami, rechazó repetidamente la oferta.
Es conocido por su estilo distintivo que combina una representación meticulosa de la vida cotidiana con una dirección innovadora, caracterizada por una composición de planos inusual, el uso intensivo de movimientos de cámara PAN, posiciones de cámara relativamente altas, y técnicas como tomar la escena con un recorrido de 360 grados alrededor del personaje o entorno. Estas características se reflejan claramente en obras como Magical Angel Creamy Mami y la serie Kimagure Orange Road (incluyendo las secuencias de apertura y cierre). Su enfoque rompía con las convenciones del anime limitado japonés, incorporando técnicas de dirección poco convencionales que ampliaban los límites del medio.
Su dirección es en gran medida expresionista, incorporando técnicas que enfatizan layouts elaborados y una sensación realista de la vida cotidiana, tradición que se había mantenido en el anime japonés desde Heidi, la niña de los Alpes. Además, introdujo una forma de representar a los personajes femeninos de manera atractiva, reforzando así su presencia en pantalla y dando origen a lo que más tarde sería un prototipo del concepto de moe.
Como director, presta especial atención al punto de vista, haciendo que siempre se sienta la presencia del “espectador” (la cámara). En sus primeras obras, algunos ángulos de cámara podían parecer extravagantes, pero a partir de películas como Maison Ikkoku y Kimagure Orange Road, que abordan temas de romance entre hombres y mujeres, esta técnica comenzó a enfatizar la conexión emocional activa de los personajes. En estas obras, el “punto de vista” a menudo se fusiona con el de los personajes principales, haciendo que el espectador se identifique con ellos y reciba sus emociones directamente desde la pantalla.
En Magical Angel Creamy Mami, Mochizuki desarrolló y perfeccionó la dirección iniciada por el director Osamu Kobayashi, que buscaba crear una estética visual como si se hubiera filmado con una cámara real, representando el mundo de la obra y los personajes con un fuerte sentido de realismo mediante el uso consciente de una cámara imaginaria.
A partir de su primer trabajo como director en Hikari no Densetsu, comenzó a centrarse más en protagonistas adolescentes y jóvenes adultos, como estudiantes de secundaria y universidad, en lugar de en series para niños o de chicas mágicas. Al mismo tiempo, su enfoque de dirección se orientó hacia la exploración de las sutiles emociones y malentendidos entre hombres y mujeres, profundizando en una “dramaticidad silenciosa”.
En Maison Ikkoku: Kanketsu-hen, experimentó con una técnica poco común en el anime de la época: la cámara no sale nunca del interior de la habitación, algo común en el cine realista pero raro en animación. En Kimagure Orange Road: Ano Hi ni Kaeritai, usó con frecuencia la cámara en primera persona y acumuló cortes breves y rápidos para intensificar la narración.
En Twilight Q, quiso hacer una obra sin ningún movimiento de cámara como paneos o seguimientos, por lo que todas las tomas fueron hechas con cámara fija.
En Umi ga Kikoeru, la reconocida habilidad de Studio Ghibli para representar movimientos naturales de los personajes y la búsqueda de Mochizuki por una representación realista de los humanos se fusionaron, logrando mantener el “color” característico de Ghibli mientras creaban una atmósfera juvenil y frágil propia del anime de corte adolescente. Se destacaron técnicas como el uso de cortes para mostrar recuerdos, la composición de planos que recortan paisajes desde la perspectiva de cada personaje, y la cámara fija durante toda la película para potenciar la escena final, demostrando claramente la impronta personal de Mochizuki.

## Trabajos

### Series de televisión
Destaca papeles con funciones de dirección de series.
| Año  | Título                                        | Director(es)                                                                                               | Estudio                                         | Funciones | Refs.           |
| ---- | --------------------------------------------- | --- | ----------------------------------------------- | --- | --------------- |
| 1979 | Doraemon (1979)                               | Tsutomu Shibayama                                                                                          | Shin-Ei Animation                               | Guionista gráfico (#764, 860, 994, 997, 1099) | [ 18 ]          |
| 1981 | Urusei Yatsura                                | Mamoru Oshii Kazuo Yamazaki                                                                                | Pierrot Studio Deen                             | Director de episodios (#149, 154) Guionista gráfico (#149, 154) | [ 19 ]          |
| 1982 | Ninjaman Ippei                                | Hideo Takayashiki                                                                                          | Tokyo Movie Shinsha                             | Director de episodio (#11) | [ 20 ]          |
| 1982 | Tokimeki Tonight                              | Hiroshi Sasagawa                                                                                           | Group TAC                                       | Director de episodios (#14, 23, 27, 31, 34) Guionista gráfico (#18)                                                                                                  | [ 21 ]          |
| 1983 | Magical Angel Creamy Mami                     | Osamu Kobayashi                                                                                            | Pierrot                                         | Director de episodios (#4, 8, 14, 20, 26, 31, 37, 41, 46, 50) Guionista gráfico (#4, 14, 20, 26, 31, 37, 41, 46, 50)                                                 | [ 22 ]          |
| 1984 | Oyo Neko Bunyan                               | Hiroshi Sasagawa                                                                                           | Shin-Ei Animation                               | Director de episodio (#25) Guionista gráfico (#25) | [ 23 ]          |
| 1985 | Touch                                         | Gisaburō Sugii Hiroko Tokita                                                                               | Group TAC                                       | Director de episodio (#43) | [ 24 ]          |
| 1985 | Onegai! Samia Don                             | Osamu Kobayashi                                                                                            | Ajia-do Animation Works TMS Entertainment       | Director de episodios (#3, 6-7, 9, 38) | [ 25 ]          |
| 1985 | Mahō no Star Magical Emi                      | Takashi Anno                                                                                               | Pierrot                                         | Director de episodios (#7, 11, 15, 37) Guionista gráfico (#7, 11, 15, 37) Animación clave (#15)                                                                      | [ 26 ]          |
| 1986 | Maison Ikkoku                                 | Kazuo Yamazaki (#1-26) Takashi Anno (#27-52) Naoyuki Yoshinaga (#53-96)                                    | Studio Deen                                     | Director de episodio (#45) Guionista gráfico (#45) | [ 27 ]          |
| 1986 | Hikari no Densetsu                            | Tomomi Mochizuki                                                                                           | Tatsunoko Production                            | Director Director de episodios (#8, 13, 18) Guionista gráfico (#8, 13, 18)                                                                                           | [ 6 ]           |
| 1987 | Kimagure Orange Road                          | Osamu Kobayashi                                                                                            | Pierrot                                         | Director de episodio (#48) Guionista gráfico (#48) | [ 28 ]          |
| 1987 | Esper Mami                                    | Keiichi Hara                                                                                               | Shin-Ei Animation                               | Director de episodio (#53) Guionista gráfico (#9, 53) | [ 29 ]          |
| 1989 | Chinpui                                       | Mitsuru Hongō                                                                                              | Shin-Ei Animation                               | Guionista gráfico (#38A, 46A) | [ 30 ]          |
| 1989 | Ranma ½                                       | Tomomi Mochizuki (Temporada 1) Tsutomu Shibayama (Temporada 1) Junji Nishimura Kōji Sawai (Temporadas 2-5) | Studio Deen                                     | Director de la serie Director de episodios (#1, 4, 13, 27) Guionista gráfico (#1, 4, 6, 13, 27)                                                                      | [ 7 ]           |
| 1990 | Edokko Boy: Gatten Tasuke                     | Takeshi Mori                                                                                               | Pierrot                                         | Guionista gráfico (#5) | [ 31 ]          |
| 1990 | Happyakuyachō Hyōri Kewaishi                  | Hiroshi Fukutomi                                                                                           | Shin-Ei Animation                               | Guionista gráfico (#8) | [ 32 ]          |
| 1991 | Ore wa Chokkaku                               | Masami Anno                                                                                                | Pierrot                                         | Guionista gráfico (#5) | [ 33 ]          |
| 1993 | Nintama Rantarō                               | Tsutomu Shibayama                                                                                          | Ajia-do Animation Works Gakken                  | Guionista Director de episodios Guionista gráfico | [ 34 ]          |
| 1995 | Fushigi Yūgi                                  | Hajime Kamegaki                                                                                            | Pierrot                                         | Guionista gráfico (#5, 10) | [ 35 ]          |
| 1996 | Yūsha Shirei Dagwon                           | Tomomi Mochizuki                                                                                           | Sunrise                                         | Director Director de episodios (#26, 48) Guionista gráfico (#1, 26, 48)                                                                                              | [ 36 ]          |
| 1996 | Akachan to Boku                               | Takahiro Ōmori                                                                                             | Pierrot                                         | Guionista gráfico (#2) Animación clave (#OP, ED) | [ 37 ]          |
| 1996 | Wankorobee                                    | Tomomi Mochizuki                                                                                           | Ajia-do Animation Works TMS Entertainment       | Director Guionista gráfico (#1, 26) | [ 38 ]          |
| 1998 | Mahō no Stage Fancy Lala                      | Takahiro Ōmori                                                                                             | Pierrot                                         | Creador original Supervisión de guion Guionista (#1-2, 7, 11, 15, 19, 23, 25-26)                                                                                     | [ 39 ]          |
| 1998 | Princess Nine: Kisaragi Joshikō Yakyūbu       | Tomomi Mochizuki                                                                                           | Phoenix Entertainment                           | Director Director de episodio (#6) Guionista gráfico (#1, 8, 17, 21, 26)                                                                                             | [ 40 ]          |
| 1998 | Sentimental Journey                           | Kazuyoshi Katayama                                                                                         | Sunrise                                         | Guionista gráfico (#3, 9) | [ 41 ]          |
| 1998 | Gasaraki                                      | Ryōsuke Takahashi                                                                                          | Sunrise                                         | Guionista gráfico (#15-16) | [ 42 ]          |
| 1999 | Power Stone                                   | Takahiro Ōmori                                                                                             | Pierrot                                         | Guionista gráfico (#12) | [ 43 ]          |
| 1999 | Aesop's World                                 | Masami Hata Mitsuo Kobayashi                                                                               | Sunrise                                         | Director de episodio (#14) Guionista gráfico (#14, 21) | [ 44 ]          |
| 1999 | Seihō Tenshi Angel Links                      | Yūji Yamaguchi                                                                                             | Sunrise                                         | Guionista gráfico (#9, 13) | [ 45 ]          |
| 1999 | Seraphim Call                                 | Tomomi Mochizuki                                                                                           | Sunrise                                         | Director Guionista (#5-6, 12) Director de episodio (#12) Guionista gráfico (#2, 5-6, 10-12)                                                                          | [ 46 ]          |
| 2000 | Nyani ga Nyandaa Nyandaa Kamen                | Tsutomu Shibayama Tomoko Iwasaki                                                                           | Sunrise                                         | Director de episodios (#24, 34) Guionista gráfico (#22, 24, 29, 34, 40, 46, 51, 56, 79)                                                                              | [ 47 ]          |
| 2000 | Argento Soma                                  | Kazuyoshi Katayama                                                                                         | Sunrise                                         | Guionista gráfico (#4, 9, 14, 19) | [ 48 ]          |
| 2001 | Gene Shaft                                    | Kazuki Akane                                                                                               | Satelight Studio Gazelle                        | Guionista gráfico (#5, 9) | [ 49 ]          |
| 2001 | I My Me! Strawberry Eggs                      | Yūji Yamaguchi                                                                                             | TNK                                             | Guionista gráfico (#6, 11) | [ 50 ]          |
| 2001 | s.CRY.ed                                      | Gorō Taniguchi                                                                                             | Sunrise                                         | Guionista gráfico (#19) | [ 51 ]          |
| 2001 | Shiawase Sō no Okojo-san                      | Yūsuke Yamamoto                                                                                            | Radix Ace Entertainment                         | Guionista gráfico (#19, 26, 35, 41, 43, 50) | [ 52 ]          |
| 2002 | RahXephon                                     | Yutaka Izubuchi                                                                                            | Bones                                           | Guionista gráfico (#5) | [ 53 ]          |
| 2002 | Hanada Shōnen-Shi                             | Masayuki Kojima                                                                                            | Madhouse                                        | Guionista gráfico (#22) | [ 54 ]          |
| 2002 | Haibane Renmei                                | Tomokazu Tokoro                                                                                            | Radix Ace Entertainment                         | Guionista gráfico (#6) | [ 55 ]          |
| 2003 | Astro Boy: Tetsuwan Atom                      | Kazuya Konaka                                                                                              | Tezuka Productions                              | Guionista gráfico (#41) | [ 56 ]          |
| 2003 | Scrapped Princess                             | Sōichi Masui                                                                                               | Bones                                           | Guionista gráfico (#5, 9) | [ 57 ]          |
| 2003 | Yami to Bōshi to Hon no Tabibito              | Yūji Yamaguchi                                                                                             | Studio Deen                                     | Composición de la serie Guionista (#1, 3, 6-7, 10-11, 13) | [ 58 ]          |
| 2003 | Futatsu no Spica                              | Tomomi Mochizuki                                                                                           | Group TAC                                       | Director Composición de la serie Guionista (#1, 5, 9, 12, 16, 20) Director de episodio (#20) Guionista gráfico (#1, 5, 9, 12, 16, 20)                                | [ 59 ]          |
| 2004 | SD Gundam Force                               | Yūichi Abe                                                                                                 | Sunrise                                         | Director de episodio (#23) Guionista gráfico (#23) | [ 60 ]          |
| 2004 | Kaiketsu Zorori                               | Tsutomu Shibayama (#53-149) Hiroshi Nishikiori (#1-52) Hajime Kamegaki (#53-102) Mitsuko Kase (#103-149)   | Ajia-do Animation Works                         | Guionista gráfico (#3) | [ 61 ]          |
| 2005 | Eureka Seven                                  | Tomoki Kyoda                                                                                               | Bones                                           | Guionista gráfico (#41) | [ 62 ]          |
| 2005 | Zettai Shōnen                                 | Tomomi Mochizuki                                                                                           | Ajia-do Animation Works                         | Director Guionista gráfico (#1-5, 10, 12-13, 16, 20) | [ 63 ]          |
| 2006 | Kage kara Mamoru!                             | Yoshitaka Fujimoto                                                                                         | Group TAC                                       | Director de episodios (#OP, ED) | [ 64 ]          |
| 2006 | Shinigami no Ballad                           | Tomomi Mochizuki                                                                                           | Group TAC                                       | Director Director de sonido Director de episodios (#4, 6) Guionista gráfico (#1-2, 4, 6) Director de unidad (#ED)                                                    | [ 65 ]          |
| 2006 | Yoshimune                                     | Hiroaki Satō                                                                                               | AIC Spirits Ginga Ya Gonzo                      | Guionista gráfico (#22) | [ 66 ]          |
| 2006 | Code Geass: Hangyaku no Lelouch               | Gorō Taniguchi                                                                                             | Sunrise                                         | Guionista gráfico (#12) | [ 67 ]          |
| 2006 | Kujibiki♥Unbalance                            | Tsutomu Mizushima                                                                                          | Ajia-do Animation Works                         | Guionista gráfico (#2) | [ 68 ]          |
| 2007 | Tōka Gettan                                   | Yūji Yamaguchi                                                                                             | Studio Deen                                     | Composición de la serie Guionista (#1-5, 10, 14, 17, 19, 24-26) Letrista de canciones temáticas (#OP, ED)                                                            | [ 69 ]          |
| 2008 | Porphy no Nagai Tabi                          | Tomomi Mochizuki                                                                                           | Nippon Animation                                | Director Director de sonido Guionista (#17) Director de episodios (#1, 29, 52; OP, ED) Guionista gráfico (#1, 6-8, 11, 20, 29, 34, 43, 51-52; OP, ED)                | [ 70 ]          |
| 2009 | Fight Ippatsu! Jūden-chan!!                   | Shin'ichirō Kimura                                                                                         | Studio Hibari                                   | Letrista de canciones temáticas (#OP, ED) | [ 71 ]          |
| 2010 | Saraiya Goyō                                  | Tomomi Mochizuki                                                                                           | Manglobe                                        | Director Composición de la serie Director de sonido Guionista (#1-12) Director de episodios (#1, 12) Guionista gráfico (#1, 12; OP, ED) Director de unidad (#OP, ED) | [ 72 ]          |
| 2010 | Kami nomi zo Shiru Sekai                      | Shigehito Takayanagi                                                                                       | Manglobe                                        | Guionista gráfico (#12; ED 1) | [ 73 ]          |
| 2011 | Sekaiichi Hatsukoi                            | Chiaki Kon                                                                                                 | Studio Deen                                     | Guionista gráfico (#3) | [ 74 ]          |
| 2011 | Kami nomi zo Shiru Sekai II                   | Shigehito Takayanagi                                                                                       | Manglobe                                        | Guionista gráfico (#3; ED) Director de unidad (#ED) | [ 75 ]          |
| 2011 | Deadman Wonderland                            | Kōichi Hatsumi                                                                                             | Manglobe                                        | Guionista gráfico (#8) | [ 76 ]          |
| 2011 | The iDOLM@STER                                | Atsushi Nishigori                                                                                          | A-1 Pictures                                    | Guionista gráfico (#16) | [ 77 ]          |
| 2011 | Mashiroiro Symphony: The Color of Lovers      | Eiji Suganuma                                                                                              | Manglobe                                        | Guionista gráfico (#6) | [ 78 ]          |
| 2012 | Inu x Boku SS                                 | Naokatsu Tsuda                                                                                             | David Production                                | Guionista gráfico (#9) | [ 79 ]          |
| 2012 | Uchū Kyōdai                                   | Ayumu Watanabe                                                                                             | A-1 Pictures                                    | Guionista gráfico (#3, 9, 14, 19, 24, 41, 48) | [ 80 ]          |
| 2012 | Moyashimon Returns                            | Yūichirō Yano                                                                                              | Telecom Animation Film Shirogumi                | Guionista gráfico (#8, 10) | [ 81 ]          |
| 2012 | Hayate no Gotoku! Can't Take My Eyes Off You  | Yōichi Ueda Masashi Kudō                                                                                   | Manglobe                                        | Guionista gráfico (#3) | [ 82 ]          |
| 2012 | Aikatsu!                                      | Ryūichi Kimura                                                                                             | Sunrise Bandai Namco Pictures                   | Guionista gráfico (#3) | [ 83 ]          |
| 2013 | Uta no☆Prince-sama♪ Maji Love 2000%           | Yū Kō | A-1 Pictures                                    | Guionista gráfico (#8-9) | [ 84 ]          |
| 2013 | Rozen Maiden                                  | Mamoru Hatakeyama                                                                                          | Studio Deen                                     | Composición de la serie Director de sonido Guionista (#1-13) | [ 85 ]          |
| 2013 | Kami nomi zo Shiru Sekai: Megami-hen          | Satoshi Ōsedo                                                                                              | Manglobe                                        | Guionista gráfico (#4, 8) | [ 86 ]          |
| 2014 | Pupipō!                                       | Kaoru Suzuki                                                                                               | AIC PLUS+                                       | Guionista gráfico (#8-9) | [ 87 ]          |
| 2014 | Minna Atsumare! Falcom Gakuen                 | Pippuya | DAX Production                                  | Guionista gráfico (#5, 7, 12-13) | [ 88 ]          |
| 2014 | Noragami                                      | Kōtarō Tamura                                                                                              | Bones                                           | Guionista gráfico (#3, 7) | [ 89 ]          |
| 2014 | Pupa                                          | Tomomi Mochizuki                                                                                           | Studio Deen                                     | Director Director de sonido Guionista (#1-12) Director de episodios (#1-12) Guionista gráfico (#1-12)                                                                | [ 90 ]          |
| 2014 | Gundam Reconguista in G                       | Yoshiyuki Tomino                                                                                           | Sunrise                                         | Guionista gráfico (#14) | [ 91 ]          |
| 2014 | Log Horizon 2nd Season                        | Shinji Ishihira                                                                                            | Studio Deen                                     | Guionista gráfico (#2) | [ 92 ]          |
| 2014 | Inō Battle wa Nichijō-kei no Naka de          | Masahiko Ōtsuka Masanori Takahashi                                                                         | Trigger                                         | Guionista gráfico (#7, 11) | [ 93 ]          |
| 2015 | Ame-iro Cocoa                                 | Tomomi Mochizuki                                                                                           | EMT Squared                                     | Director Director de sonido Director de episodios Guionista gráfico                                                                                                  | [ 94 ]          |
| 2016 | Shōwa Genroku Rakugo Shinjū                   | Mamoru Hatakeyama                                                                                          | Studio Deen                                     | Guionista gráfico (#3, 7) | [ 95 ]          |
| 2016 | Battery                                       | Tomomi Mochizuki                                                                                           | Zero-G                                          | Director Composición de la serie Director de sonido Guionista (#1-11) Director de episodios (#1, 11) Guionista gráfico (#1-2, 11)                                    | [ 96 ]          |
| 2016 | Shūmatsu no Izetta                            | Masaya Fujimori                                                                                            | Ajia-do Animation Works                         | Guionista gráfico (#11) | [ 97 ]          |
| 2017 | Kuzu no Honkai                                | Masaomi Andō                                                                                               | Lerche                                          | Guionista gráfico (#7) | [ 98 ]          |
| 2018 | Phantom in the Twilight                       | Kunihiro Mori                                                                                              | Liden Films                                     | Guionista gráfico (#8) | [ 99 ]          |
| 2019 | Rinshi!! Ekoda-chan                           | Varios | Kinema Citrus Ascension Creators in Pack Zero-G | Director (#4) Director de sonido (#4) Guionista (#4) | [ 100 ]         |
| 2019 | Namu Amida Butsu! Rendai Utena                | Shigeru Ueda Akira Oguro                                                                                   | Asahi Production                                | Guionista gráfico (#12) | [ 101 ]         |
| 2020 | Pet                                           | Takahiro Omori                                                                                             | Geno Studio                                     | Guionista gráfico (#10) | [ 102 ]         |
| 2020 | Oshi ga Budōkan Ittekuretara Shinu            | Yūsuke Yamamoto                                                                                            | 8-Bit                                           | Guionista gráfico (#6, 8) | [ 103 ]         |
| 2020 | Tsugu Tsugumomo                               | Ryōichi Kuraya                                                                                             | Zero-G                                          | Director de episodio (#6) Guionista gráfico (#6) | [ 104 ]         |
| 2021 | Vanitas no Carte                              | Tomoyuki Itamura                                                                                           | Bones                                           | Guionista gráfico (#8) | [ 105 ]         |
| 2021 | Tensura Nikki: Tensei Shitara Slime Datta Ken | Yūji Haibara                                                                                               | 8-Bit                                           | Guionista gráfico (#7, 12) | [ 106 ]         |
| 2022 | Dolls' Frontline                              | Shigeru Ueda                                                                                               | Asahi Production                                | Guionista gráfico (#2) | [ 107 ]         |
| 2022 | Vanitas no Carte Part 2                       | Tomoyuki Itamura                                                                                           | Bones                                           | Guionista gráfico (#15, 19, 22) | [ 108 ]         |
| 2023 | Oniichan wa Oshimai!                          | Shingo Fujii                                                                                               | Studio Bind                                     | Guionista gráfico (#5) | [ 109 ]         |
| 2023 | Shy                                           | Masaomi Andō                                                                                               | 8-Bit                                           | Guionista gráfico (#3) | [ 110 ]         |
| 2024 | Mahōka Kōkō no Rettōsei 3rd Season            | Jimmy Stone                                                                                                | 8-Bit                                           | Guionista gráfico (#13) | [ 111 ]         |
| 2024 | Kaii to Otome to Kamikakushi                  | Tomomi Mochizuki                                                                                           | Zero-G                                          | Director Composición de la serie Guionista (#1-12) Director de episodio (#12) Guionista gráfico (#1, 5, 12; ED)                                                      | [ 112 ] [ 113 ] |
| 2024 | Amagami-san Chi no Enmusubi                   | Yūjirō Abe                                                                                                 | Drive                                           | Guionista gráfico (#18) | [ 114 ]         |
| 2025 | Hana wa Saku, Shura no Gotoku                 | Ayumu Uwano                                                                                                | Studio Bind                                     | Guionista gráfico (#7, 10) | [ 115 ]         |

### Películas
Destaca papeles con funciones de dirección de series.
| Año  | Título                                                     | Director(es)                 | Estudio                 | Funciones                                     | Refs.   |
| ---- | ---------------------------------------------------------- | ---------------------------- | ----------------------- | --------------------------------------------- | ------- |
| 1982 | Tsushima Maru: Sayōnara Okinawa                            | Osamu Kobayashi              | Desconocido             | Animación intermedia                          | [ 116 ] |
| 1985 | Mahō no Princess Minky Momo vs. Mahō no Tenshi Creamy Mami | Tomomi Mochizuki             | Pierrot                 | Director Guionista                            | [ 23 ]  |
| 1988 | Maison Ikkoku: Kanketsu-hen                                | Tomomi Mochizuki             | Ajia-do Animation Works | Director Guionista                            | [ 117 ] |
| 1988 | Kimagure Orange Road: Ano Hi ni Kaeritai                   | Tomomi Mochizuki             | Pierrot                 | Director Guionista gráfico                    | [ 118 ] |
| 1990 | Chinpui: Eri-sama Katsudō Daishashin                       | Mitsuru Hongō                | Shin-Ei Animation       | Guionista gráfico                             | [ 119 ] |
| 2001 | Gundam Neo Experience 0087: Green Divers                   | Tomomi Mochizuki             | Sunrise                 | Director                                      | [ 120 ] |
| 2003 | RahXephon: Tagen Hensōkyoku                                | Yutaka Izubuchi Tomoki Kyoda | Bones                   | Guionista gráfico                             | [ 121 ] |
| 2007 | Oshare Majo Love and Berry: Shiawase no Mahō               | Tomomi Mochizuki             | TMS Entertainment       | Director Director de sonido Guionista gráfico | [ 122 ] |
| 2012 | s.CRY.ed Alteration II: Quan                               | Gorō Taniguchi               | Sunrise                 | Guionista gráfico                             | [ 123 ] |
| 2017 | Code Geass: Hangyaku no Lelouch I - Kōdō                   | Gorō Taniguchi               | Sunrise                 | Guionista gráfico                             | [ 124 ] |
| 2021 | Kamiarizuki no Kodomo                                      | Takana Shirai                | Liden Films             | Guionista gráfico                             | [ 125 ] |
| 2023 | Blue Giant                                                 | Yuzuru Tachikawa             | NUT                     | Guionista gráfico                             | [ 126 ] |

### ONAs
| Año  | Título     | Director(es)       | Estudio     | Funciones                  | Refs.   |
| ---- | ---------- | ------------------ | ----------- | -------------------------- | ------- |
| 2010 | Starry☆Sky | Yoshihiro Takamoto | Studio Deen | Guionista gráfico (#11-12) | [ 127 ] |

### OVAs
Destaca papeles con funciones de dirección de series.
| Año  | Título                                                            | Director(es)                                                                                             | Estudio                             | Funciones                                                                              | Refs.   |
| ---- | ----------------------------------------------------------------- | --- | ----------------------------------- | -------------------------------------------------------------------------------------- | ------- |
| 1984 | Cream Lemon                                                       | Yasunori Ide Hiroyuki Kitakubo                                                                           | AIC A.P.P.P.                        | Guionista gráfico (#10, 13)                                                            | [ 23 ]  |
| 1984 | Magical Angel Creamy Mami: Eien no Once More                      | Osamu Kobayashi                                                                                          | Pierrot                             | Director de episodio Guionista gráfico Animación clave                                 | [ 128 ] |
| 1985 | Mahō no Tenshi Creamy Mami: Long Goodbye                          | Tomomi Mochizuki                                                                                         | Pierrot                             | Director Guionista gráfico Director de unidad                                          | [ 129 ] |
| 1985 | Kimagure Orange Road: Shōnen Jump Special                         | Osamu Kobayashi Tomomi Mochizuki                                                                         | Pierrot                             | Director Guionista gráfico                                                             | [ 130 ] |
| 1987 | Twilight Q                                                        | Tomomi Mochizuki (#1) Mamoru Oshii (#2)                                                                  | Ajia-do Animation Works Studio Deen | Director (#1)                                                                          | [ 6 ]   |
| 1987 | Project A-Ko 2: Daitokuji Zaibatsu no Inbō                        | Yūji Moriyama                                                                                            | A.P.P.P.                            | Director de producción Guionista gráfico                                               | [ 131 ] |
| 1987 | Relic Armor Legaciam                                              | Hiroyuki Kitazume                                                                                        | Desconocido                         | Guionista gráfico                                                                      | [ 132 ] |
| 1989 | Kimagure Orange Road OVA                                          | Takeshi Mori                                                                                             | Pierrot                             | Director de episodio                                                                   | [ 133 ] |
| 1990 | Ankoku Shinwa                                                     | Takashi Anno                                                                                             | Ajia-do Animation Works             | Director de episodio (#1) Guionista gráfico (#1)                                       | [ 134 ] |
| 1990 | Fujiko F. Fujio: Sukoshi Fushigi Tanpen Theater                   | Hiroshi Sasagawa (#11) Tomomi Mochizuki (#1, 5, 9) Yoshihiro Takamoto (#2, 6) Satoshi Dezaki (#3-4, 7-8) | Gallop Magic Bus Animation 21       | Director (#1, 5, 9) Guionista gráfico (#1, 5, 9)                                       | [ 135 ] |
| 1990 | Licca-chan Fushigi na Fushigi na Yunia Monogatari                 | Tomomi Mochizuki                                                                                         | Ajia-do Animation Works             | Director Guionista gráfico                                                             | [ 136 ] |
| 1991 | Koko wa Green Wood                                                | Tomomi Mochizuki                                                                                         | Pierrot                             | Director Guionista Guionista gráfico                                                   | [ 8 ]   |
| 1992 | Video Girl Ai                                                     | Mizuho Nishikubo                                                                                         | Production I.G                      | Guionista gráfico (#2)                                                                 | [ 137 ] |
| 1993 | Ai Monogatari: 9 Love Stories                                     | Varios                                                                                                   | animate Film                        | Director (#I Want to Hold Your Hand; Betrayal in The City)                             | [ 138 ] |
| 1994 | Tanjō: Debut                                                      | Tomomi Mochizuki                                                                                         | Pierrot animate Film                | Director Guionista gráfico                                                             | [ 139 ] |
| 1995 | Dirty Pair Flash 2                                                | Tomomi Mochizuki                                                                                         | Sunrise                             | Director Guionista (#2, 4) Director de episodios (#OP, ED) Guionista gráfico (#1-2, 4) | [ 140 ] |
| 1995 | Dirty Pair Flash 3                                                | Tomomi Mochizuki                                                                                         | Sunrise                             | Director Guionista (#3-4) Guionista gráfico (#3)                                       | [ 141 ] |
| 1996 | Boku no Marie                                                     | Tomomi Mochizuki                                                                                         | Pierrot                             | Director Guionista gráfico                                                             | [ 142 ] |
| 1997 | Licca-chan to Yamaneko Hoshi no Tabi                              | Tsutomu Shibayama                                                                                        | Ajia-do Animation Works             | Guionista                                                                              | [ 143 ] |
| 1997 | Yūsha Shirei Dagwon: Suishō no Hitomi no Shōnen                   | Tomomi Mochizuki                                                                                         | Sunrise                             | Director Guionista gráfico                                                             | [ 144 ] |
| 1997 | Yakumo Tatsu                                                      | Tomomi Mochizuki                                                                                         | Pierrot                             | Director Guionista gráfico                                                             | [ 145 ] |
| 1999 | Kiss yori...                                                      | Rion Kujō                                                                                                | Phoenix Entertainment               | Guionista gráfico                                                                      | [ 146 ] |
| 1999 | Tottoko Hamtarō: Anime Dechu!                                     | Tomomi Mochizuki                                                                                         | TMS-Kyokuichi                       | Director Composición de la serie Guionista Director de episodio Guionista gráfico      | [ 23 ]  |
| 2001 | Bad Badtz-Maru no Ōkami ga Kita!                                  | Tameo Kohanawa                                                                                           | Desconocido                         | Guionista gráfico                                                                      | [ 147 ] |
| 2002 | Yokohama Kaidashi Kikō: Quiet Country Cafe                        | Tomomi Mochizuki                                                                                         | Ajia-do Animation Works             | Director Guionista Guionista gráfico                                                   | [ 148 ] |
| 2006 | Ginga Tetsudō Monogatari: Wasurerareta Toki no Wakusei            | Hideaki Ōba                                                                                              | Planet                              | Guionista gráfico (#3)                                                                 | [ 149 ] |
| 2008 | Code Geass: Hangyaku no Lelouch Special Edition - Black Rebellion | Gorō Taniguchi                                                                                           | Sunrise                             | Guionista gráfico                                                                      | [ 23 ]  |
| 2012 | Shinken Seminar Kōkō Kōza                                         | Henmi Ryūichirō                                                                                          | Manglobe                            | Guionista gráfico                                                                      | [ 150 ] |
| 2014 | Hybrid Child                                                      | Michio Fukuda                                                                                            | Studio Deen                         | Guionista gráfico (#3)                                                                 | [ 151 ] |

### Especiales
Destaca papeles con funciones de dirección de series.
| Año  | Título         | Director(es)     | Estudio       | Funciones                                      | Refs. |
| ---- | -------------- | ---------------- | ------------- | ---------------------------------------------- | ----- |
| 1993 | Umi ga Kikoeru | Tomomi Mochizuki | Studio Ghibli | Director Composición de canción temática (#ED) | [ 9 ] |

### Trabajos citados
- «『海がきこえる』特集内・望月智充特集». アニメージュ 1993年1月号 (en japonés) (徳間書店).
- «「海がきこえる」最新情報&望月智充の世界». アニメージュ 1993年5月号 (en japonés) (徳間書店).
- «これから始まる物語―スタッフが語る『海がきこえる』―». アニメージュ 1993年6月号 (en japonés) (徳間書店).
- 魔女っ子倶楽部. ビークラブ・スペシャル10 (en japonés). バンダイ. 1 de octubre de 1987. ISBN 4-891893-26-5.
- 押井守全仕事 『うる星やつら』から『アヴァロン』まで 増補改訂版. キネ旬ムック (en japonés). キネマ旬報社. 1 de enero de 2001. ISBN 4-873765-60-9.